# Rodina Lykovových

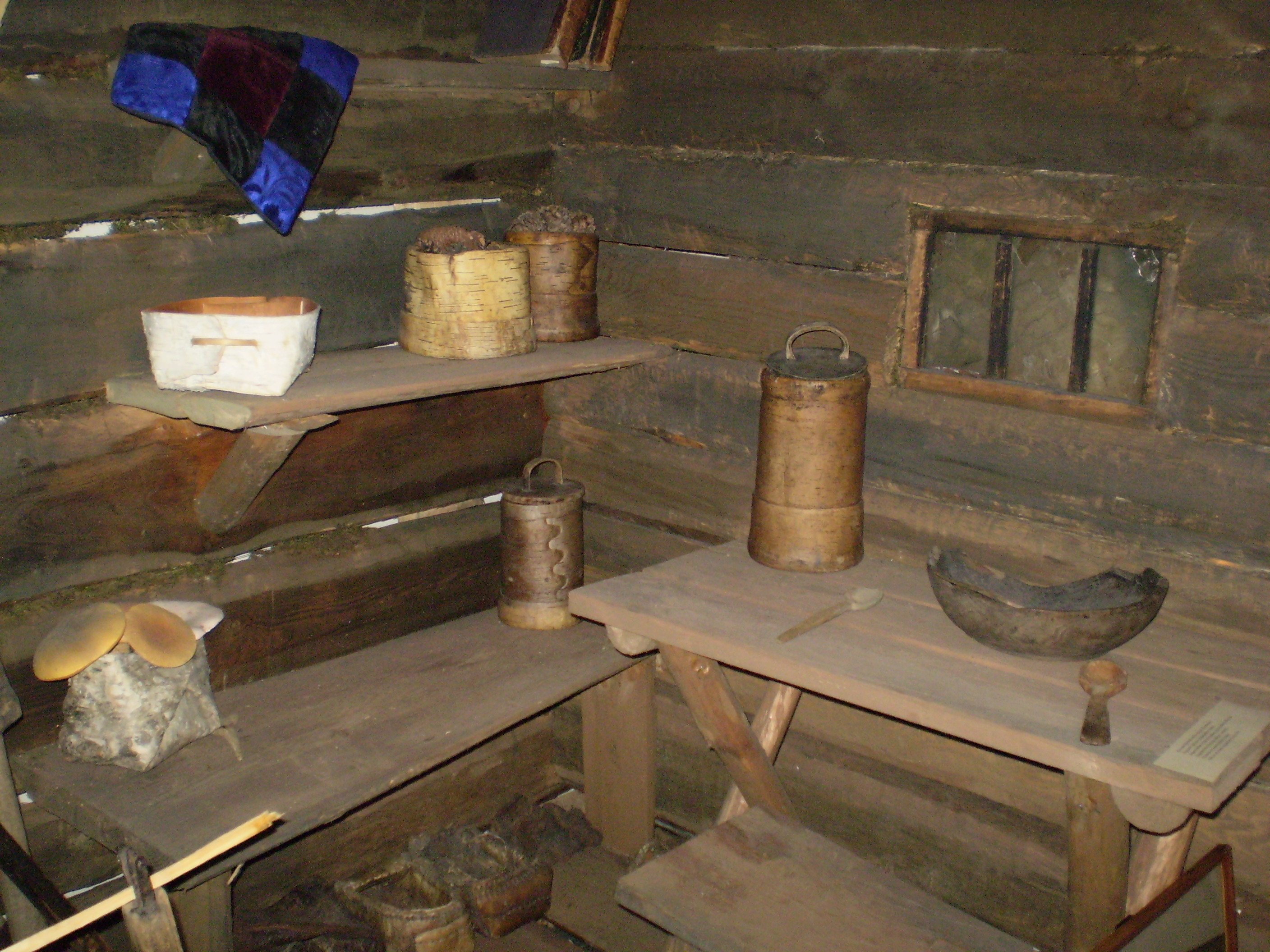
Zařízení z obydlí Lykovových vystavené v krasnojarském muzeu

Rodina Lykovových (rusky cемья Лыковых) byla ruská rodina starověrců, která prožila více než čtyřicet let bez kontaktu s civilizací v odlehlém údolí Abakanského hřbetu na jižní Sibiři.
Lykovovi patřili k malé komunitě věřících, která uprchla před náboženským pronásledováním do řídce osídlené Chakasie. Po zahájení kolektivizace se Karp Josifovič Lykov (narozen 1907) s manželkou Akulinou rozhodli odejít co nejdále z dosahu světské moci a vydali se proti proudu Abakanu dále do tajgy. Původně žili u řeky Lebeď, kde je však našli příslušníci NKVD a vyzvali Karpa k nástupu vojenské služby, proto manželé putovali ještě hlouběji do divočiny a roku 1946 si postavili u říčky Jerinat srub, v němž vychovali čtyři děti. Nejbližší lidské obydlí od nich bylo vzdáleno 250 kilometrů.
Rodina poustevníků vedla skromný život v souladu s divokou přírodou a přísnými předpisy jejich náboženství, žila bez veškerých informací o dění ve světě. Pěstovali brambory a žito, sbírali houby, v řece lovili ryby a do pastí chytali zvěř. Neměli sůl, oheň rozdělávali křesáním kamenů, nosili oděvy ručně tkané z konopí a obuv z březové kůry, nářadí a nádobí si vyráběli ze dřeva. Hovořili ruštinou ze 17. století, jejich jedinou četbou byla bible a používali archaický kalendář Anno Mundi. V červnu roku 1978 rodinu náhodou objevila z vrtulníku výprava geologů, kteří se stali prvními návštěvníky u Lykovových. Zprávu o rodině poustevníků přinesl v listu Komsomolskaja pravda přírodovědec Vasilij Peskov, který také v roce 1983 na toto téma vydal úspěšnou knihu Таёжный тупик.
Akulina Lykovová zemřela v roce 1961 hladem, tři její děti zemřely krátce po sobě v roce 1981 (podle lékaře Igora Nazarova podlehly patogenům zavlečeným návštěvníky, vůči nimž v důsledku dlouholeté izolace nebyly imunní) a Karp Lykov v roce 1988. Poslední dcera Agafja Lykovová (narozena 1944) je stále naživu a poskytla řadu rozhovorů médiím. V devadesátých letech pobývala krátce v klášteře, pak se vrátila do tajgy a v roce 2021 se přestěhovala do nového domu, jehož stavbu financoval Oleg Děripaska.